# Картицанъярви
Ка́ртицанъя́рви (фин. Kartitsanjärvi) — озеро на территории Лендерского сельского поселения Муезерского района Республики Карелия и коммуны Иломантси провинции Северная Карелия Республики Финляндия.

## Общие сведения
Площадь озера — 0,5 км². Располагается на высоте 190,3 метров над уровнем моря.
Форма озера лопастная: оно разделено узким проливом на две практически равных части. Берега озера каменисто-песчаные, местами заболоченные.
Протокой соединено с рекой Хаапайоки.
Населённые пункты возле озера отсутствуют. Ближайший — посёлок при станции Лендеры — расположен в 28 км к северу от озера.
В озере расположены два безымянных острова.
По водоёму проходит Российско-финляндская граница, деля озеро в соотношении, приблизительно, 4:1.
Код объекта в государственном водном реестре — 01050000111102000011325.